# Punkt (Geometrie)
Punkt (oder auch  Raumpunkt) ist ein Grundbegriff der Geometrie. Anschaulich stellt man sich darunter ein Objekt ohne jede Ausdehnung vor. Beim axiomatischen Zugang zur Geometrie (Synthetische Geometrie) existieren gleichberechtigt neben den Punkten auch andere Klassen von geometrischen Objekten, wie zum Beispiel die Geraden. In der analytischen Geometrie und der Differentialgeometrie werden dagegen alle anderen geometrischen Objekte als Mengen von Punkten definiert. In der Funktionalanalysis können Funktionen als Punkte eines Funktionenraumes betrachtet werden. In der Höheren Geometrie werden zum Beispiel Ebenen eines dreidimensionalen projektiven Raumes als Punkte des zugehörigen Dualraums aufgefasst.
Der Punkt zählt als spezieller Kreis mit einem Radius von null zu den Kegelschnitten. Früher wurde ein solcher Punkt auch mathematischer Punkt genannt.

## Antike Geometrie bis zur synthetischen Geometrie
Nach Proklos war Pythagoras der Erste, der eine Definition eines Punktes anbot, als Einheit (monas), die eine Position hat. Der griechische Mathematiker Euklid bezeichnet um 300 v. Chr. in seinem Werk Die Elemente in der ersten Definition den Punkt als „etwas, das keine Teile hat“ und verwendet die Bezeichnung semeion (altgriechisch σημεῖον eigentlich „Zeichen“, in der Mathematik speziell „Punkt“). Es handelt sich um eine abstrakte Bezeichnung, die wohl als Antwort auf in der platonischen Schule ausgiebig diskutierten Schwierigkeiten zu verstehen ist, den Zusammenhang zwischen Punkten, die keine Ausdehnung haben und den aus ihnen zusammengesetzt vorgestellten Linien, die eine Ausdehnung haben, zu erfassen; beispielsweise in Aristoteles’ De generatione et corruptione.
Für Sätze und ihre Beweise in der synthetischen Geometrie spielt die wahre Natur von Punkten und Linien jedoch keine Rolle, sondern lediglich die durch Axiome festgelegte Beziehung der Objekte untereinander. David Hilbert wird der Ausspruch zugeschrieben, man könne statt „Punkte, Geraden und Ebenen“ jederzeit auch „Tische, Stühle und Bierseidel“ sagen; es komme nur darauf an, dass die Axiome erfüllt sind.
Ein Punkt ist in diesem Fall ein Begriff, auf den die einzelnen Axiome Bezug nehmen. Ein Beispiel ist das erste Axiom aus Hilberts Axiomensystem:
Zwei voneinander verschiedene Punkte {\displaystyle P} und {\displaystyle Q} bestimmen stets eine Gerade {\displaystyle g}.
Die Bedeutung des Begriffs Punkt ergibt sich aus der Gesamtheit des Axiomensystems. Eine Interpretation als Objekt ohne Ausdehnung ist nicht zwingend.
In der projektiven Ebene sind die Begriffe Punkt und Gerade sogar vollständig austauschbar. Damit ist es hier möglich, sich eine Gerade als unendlich klein und einen Punkt als unendlich lang und unendlich dünn vorzustellen.

## Analytische Geometrie
In der analytischen Geometrie wird der geometrische Raum als {\displaystyle n}-dimensionaler Vektorraum über einem Körper {\displaystyle K} dargestellt. Jedes Element dieses Vektorraums wird als Punkt bezeichnet. Eine Basis legt ein Koordinatensystem fest und die Komponenten eines Vektors bezüglich dieser Basis werden als die Koordinaten des Punktes bezeichnet. Ein Punkt hat dabei die Dimension null.
Alle anderen geometrischen Objekte werden als Mengen von Punkten definiert. So wird etwa eine Gerade als eindimensionaler affiner Unterraum und eine Ebene als zweidimensionaler affiner Unterraum definiert. Eine Sphäre wird als die Menge der Punkte definiert, welche zum Mittelpunkt einen bestimmten Abstand haben.

## Differentialgeometrie
In der Differentialgeometrie werden die Elemente einer Mannigfaltigkeit als Punkte bezeichnet. Dies sind in diesem Fall keine Vektoren, ein Punkt kann aber mit Hilfe einer lokalen Karte mit Koordinaten versehen werden.

## Zitate
Von Oskar Perron stammt die folgende Bemerkung:

„Ein Punkt ist genau das, was der intelligente, aber harmlose, unverbildete Leser sich darunter vorstellt.“